# Hilara dentata
Hilara dentata är en tvåvingeart som beskrevs av Smith 1969. Hilara dentata ingår i släktet Hilara och familjen dansflugor. Inga underarter finns listade i Catalogue of Life.